# ウィガン鉄道事故
ウィガン鉄道事故（英: Wigan rail crash）は、1873年8月3日の未明にイングランドのウィガン・ノース・ウェスタン駅で北行きの小旅行列車に発生した鉄道事故である。脱線した客車が駅舎に衝突し乗客13人が死亡した。

## 事故の経過
ヴィクトリア朝時代、富裕層が休暇を過ごす先としてスコットランドが人気を博していた。これはヴィクトリア女王がバルモラルへ訪問したことによるものであった。
1873年8月2日、20時ちょうどにロンドン・ユーストンを発車した「ツーリスト・スペシャル」 ('Tourist Special') はクルーを出発する時点で機関車2両と客車25両で構成されており、多くのプライベートカーを含んでいた。乗客の大半はライチョウの季節の開始のために北へ移動する貴族であった。
列車がウィガン・ノース・ウェスタン駅を通過する直前、16両目の客車の2つの車輪が1組の対向分岐器で脱線し、次の荷物車は完全に脱線して線路脇の入換手小屋を破壊した。これら2両はプラットホームの長さ分の距離を走った後、北端の分岐器で再び線路に復帰したが、それ以降の車両は分岐器で脱線して連結器が外れ、プラットホームの始端とその脇の待避線のところで粉砕された。最後の客車と後部の緩急車のみ無傷であった。列車の前部は90分遅れてスコットランドへ運行を再開した。13人が死亡し30人が負傷した。

## 調査
問題の分岐器は実質的にほとんど何の損傷もしておらず、長期に渡る調査でもいかなる欠陥も見つけられなかった。しかしほぼすべての乗客が列車の速度や客車の振動に不安を感じたと述べた。客車の雑多な寄せ集めであったことを考慮して、事故調査の結論は、列車は速度を出し過ぎていたというものであった。しかし、分岐器の強度と安定性を増すために追加のタイバーが取り付けられ、これは現在のイギリス鉄道網においても残っている。